# Górki (Garwolin)
Pour les articles homonymes, voir Górki.
Górki (prononciation : [ˈɡurki]) est un village polonais de la gmina de Garwolin dans le powiat de Garwolin de la voïvodie de Mazovie dans le centre-est de la Pologne.
Il se situe à environ 6 kilomètres au sud-ouest de Garwolin (siège du powiat) et à 56 kilomètres au sud-est de Varsovie (capitale de la Pologne).
Le village possède approximativement une population de 370 habitants.

## Histoire
De 1975 à 1998, le village appartenait administrativement à la voïvodie de Siedlce.